# فرودگاه موهن‌جو دارو
فرودگاه موهن‌جو دارو (به انگلیسی: Moenjodaro Airport) یک فرودگاه همگانی با کد یاتا MJD است که یک باند فرود آسفالت دارد و طول باند آن ۱۹۸۵ متر است. این فرودگاه در شهر موهن‌جو دارو کشور هند قرار دارد و در ارتفاع ۴۷ متری از سطح دریا واقع شده‌است.

## شرکت‌های هواپیمایی و مقصدهای پروازی
| شرکت‌های هواپیمایی           | مقصدهای پروازی  |
| --------------------------- | --------------- |
| هواپیمایی بین‌المللی پاکستان | جناح، سهواً شریف |